# Tarava
Tarava je atol v zahodnem Tihem oceanu, najgosteje naseljen med atoli, ki tvorijo otoško državo Kiribati, in uradno njeno glavno mesto. Je eden od Gilbertovih otokov na severozahodu Kiribatov, ki ga tvori množica manjših koralnih otokov, administrativno razdeljena na Severno in Južno Taravo. Slednja je pravo urbano središče države in daleč najgosteje naseljen kraj, kjer (po popisu leta 2015) prebiva več kot polovica vseh državljanov Kiribatija, Severno Taravo pa tvori niz manjših koralnih otokov in je po večini značilnosti bolj podobna odročnejšim delom otočja.
Širše je atol znan predvsem po siloviti bitki na pacifiški fronti druge svetovne vojne med ameriškimi in japonskimi silami, ki se je odvijala novembra 1943.
Infrastruktura je skoncentrirana na južnem delu atola. Na otoku Bairiki je nastanjena državna uprava, tam ima podružnico tudi ameriška zasebna univerza  University of the South iz Tennesseeja. Bairiki, Betio in Bikenibeu imajo pristaniške zmogljivosti, letališče pa je na otoku Bonriki. Najpomembnejše gospodarske dejavnosti so lahka industrija in pridelava kopre ter biserne matice. Tu je skoncentrirano tudi komercialno ribištvo, kjer je pomemben predvsem lov na akvarijske ribe za izvoz.

## Zgodovina
Prvi so otočje pred mnogo stoletji naselili Mikronezijci, ki so se jim kasneje pridružili Polinezijci in Melanezijci. V jeziku ljudstva I-Kiribati beseda »tarava« pomeni preprosto »kopno«. Otočje je raziskala britanska odprava leta 1820 in ga poimenovala po kapitanu Thomasu Gilbertu, ki je že v 18. stoletju odkril nekaj atolov. Prvi zahodni priseljenci so prišli leta 1837, leta 1892 je Gilbertovo otočje skupaj z Elliceovimi otoki postalo britanski protektorat, leta 1916 pa kolonija.
Tik pred izbruhom druge svetovne vojne so imeli Britanci na atolu kolonialno upravo s sedežem na otoku Betio, šolo za dečke, nekaj trgovskih podjetij in, na skrajnem severu, kolonijo za gobavce. Poleg tega sta delovala angleški in francoski misijon. Tu je živelo približno 2700 domorodcev.

### Druga svetovna vojna
V začetku vojne so zavezniki večino civilnega osebja evakuirali. Spomladi 1943 so prišle japonske čete pod poveljstvom kontraadmirala Keičija Šibasakija in močno utrdile atol, predvsem otok Betio, ki so ga Japonci določili za osrednjo točko obrambe Gilbertovega otočja. Gradbene enote so zgradile preko 500 bunkerjev, mitraljeških gnezd in zaklonov ter desetine topovskih ploščadi, praktično ves otok pa so obdali tudi z nizkim zidom. Oktobra 1942 se je pričela tudi gradnja letališča, ob katerem je stal poveljniški bunker. Otok je bil verjetno najbolj utrjeno ozemlje te velikosti na svetu in Šibasaki se je hvalil, da ga Američani ne bi mogli zavzeti niti z milijonom mož v stotih letih.
Ameriška mornarica je pričela obstreljevati japonske položaje septembra 1943, amfibijska ofenziva (operacija Galvanic) pa se je pričela 20. novembra. 5. amfibijski korpus pod poveljstvom generalmajorja Hollanda Smitha, okrepljen z 2. marinsko divizijo, se je približal Betiu z notranje (severne) strani. Kljub podpori z morja in zraka so marinci tekom 76 ur, kolikor je trajal napad, utrpeli največ žrtev v tako kratkem času v vsej svoji dotedanji zgodovini, a jim je uspelo osvojiti atol. Izgubili so skoraj petino izkrcanih vojakov (904 ubitih v boju, 88 pogrešanih), kar je šokiralo ameriško javnost in sprožilo številne taktične spremembe, ki so olajšale prihodnje operacije na pacifiškem bojišču.
Po spopadu so padle v naglici pokopali v improviziranih pokopališčih, saj se je vojna nadaljevala. Grobovi neidentificiranih žrtev spopada so še vedno razmetani po tem ozemlju, poleti 2015 so denimo zgodovinarji po več letih raziskav odkrili grobišče z ostanki skoraj 40 marincev in poskrbeli za njihovo vrnitev v domovino, kar je eno največjih tovrstnih odkritij v ameriški vojaški zgodovini.

## Geografija
Tarava leži blizu ekvatorja dobrih 3000 km severovzhodno od Nove Gvineje in je eden od 33 atolov ter večjih otokov, ki pripadajo Kiribatiju. Formacija ima obliko trikotnika s severovzhodno stranico (Severna Tarava), dolgo približno 29 km, ki jo sestavlja preko 40 večjih in manjših otokov (točno število je odvisno od plime), in južno, 19 km dolgo stranico (Južna Tarava), ki jo sestavlja 5 otokov. Na severozahodni stranici ni kopnega, laguno tam zapira le plitek koralni greben. Večino kopnega poraščajo palme.
Južna Tarava je v celoti povezana z umetnimi nasipi, po katerih poteka cesta. Povprečna širina pasu kopnega je tam okrog 450 m. Podobno kot ostale atole po svetu tudi Taravo ogroža dviganje morske gladine zaradi podnebnih sprememb, saj sega kopno le nekaj metrov nad morje. Spremembe že zdaj povzročajo težave v obliki močnejše erozije, ki odnaša tla, ogrožanja zalog pitne vode in nepredvidljivih vplivov na ribe.